# Véra Nabokov
Véra Nabokov (* 5. Januar 1902 in St. Petersburg; † 7. April 1991 in Vevey), mit Geburtsnamen Wera Jewsejewna Slonim, war die Ehefrau des russisch-amerikanischen Schriftstellers Vladimir Nabokov. Sie war seine Muse, Lektorin, Übersetzerin und Sekretärin und hatte Anteil am Entstehen seiner Werke. Sie hatte unter anderem wesentlichen Einfluss darauf, dass Nabokov sein Hauptwerk Lolita fertigstellte und veröffentlichte. In der kontroversen öffentlichen Diskussion um diesen Roman half ihre ständige Begleitung ihres Mannes bei öffentlichen Auftritten dem Publikum, zwischen der pädophilen Romanfigur Humbert Humbert und ihrem Mann zu differenzieren.

## Kindheit und Emigration nach Deutschland
Wera Jewsejewna Slonim wurde am 5. Januar 1902 in St. Petersburg als Tochter einer wohlhabenden jüdischen Familie geboren. Sie war die zweite von insgesamt drei Töchtern der Familie. Ihrem Vater, der Jura studiert hatte, war es auf Grund der antisemitischen Gesetzgebung des zaristischen Russlands nicht möglich, als Anwalt tätig zu werden. Er baute jedoch erfolgreich einen Handel mit Holz und Dachziegeln auf. Gemeinsam mit ihrer jüngeren Schwester wurde Véra Slonim überwiegend zu Hause von Gouvernanten erzogen; in ihrer Familie wurde bevorzugt Französisch gesprochen, daneben lernte sie Englisch und Deutsch, so dass Véra Slonim viersprachig aufwuchs. Außerdem erhielt sie Ballett-, Klavier- und Tennisunterricht. Während der Wirrnisse des Russischen Bürgerkriegs in den Jahren 1918 bis 1920 floh die Familie zunächst nach Moskau und dann über Kiew, Odessa, Istanbul und Sofia nach Berlin, wo sie Teil der großen russischen Emigrantengemeinde wurden. Véra Slonims Vater war Mitbegründer eines Verlagshauses mit dem Namen Orbis.

## Heirat mit Vladimir Nabokov
Wera Slonim war eine große Verehrerin der Dichtkunst von Vladimir Nabokov und war bei seinen Lesungen regelmäßig zu Gast. Auf diese Weise lernten sie sich näher kennen. Wera Slonim veröffentlichte in der russischen Tageszeitung Rul, die in Berlin erschien, Übersetzungen, darunter ihre Übertragungen von Gedichten Edgar Allan Poes ins Russische. Unter dem Namen Sirin veröffentlichte Vladimir Nabokov ebenfalls in Rul unter anderem Gedichte, Theaterstücke und Schachaufgaben. 

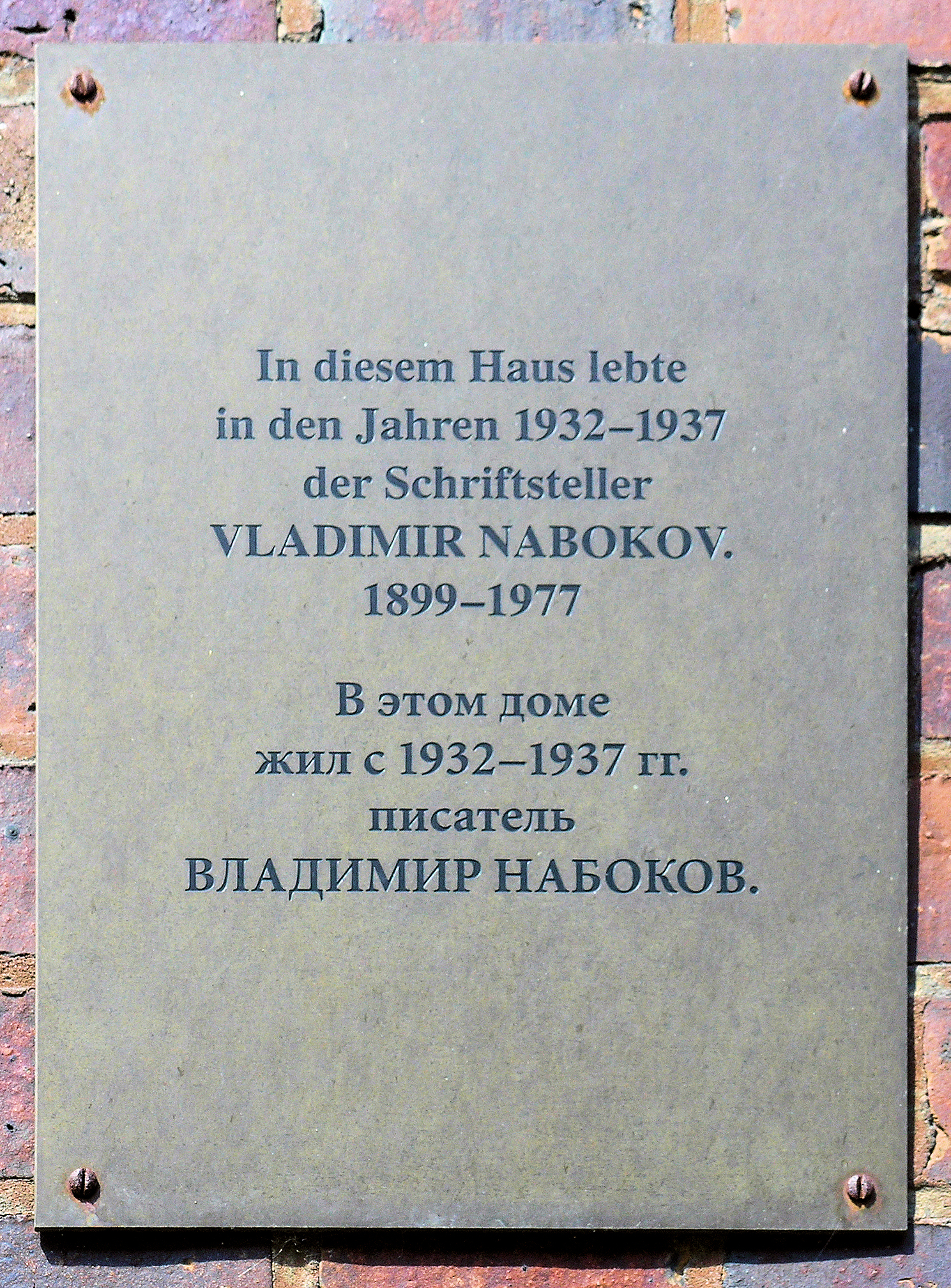
Gedenktafel am Haus Nestorstraße 22 in Berlin-Halensee, wo Véra Nabokov zeitweilig mit ihrem Mann lebte.

Vladimir Nabokov entstammte einer einflussreichen und wohlhabenden Aristokratenfamilie. Sein Großvater war russischer Justizminister, sein Vater Wladimir Dmitrijewitsch Nabokow war als Politiker nach dem Sturz des Zaren 1917 an der republikanischen provisorischen Regierung beteiligt, der dann die Oktoberrevolution ein Ende setzte. Seine Mutter Jelena Iwanowna Rukawischnikowa war die Tochter eines reichen Landbesitzers. Die Familie gehörte jener kosmopolitischen russischen Oberschicht an, die nach der Revolution in Russland zu existieren aufhörte.
Am 15. April 1925 heirateten die beiden im Rathaus Wilmersdorf. Zu diesem Zeitpunkt war Berlin aufgrund der Währungsreform nicht länger das Zentrum der russischen Emigration; da das Leben für viele zu teuer geworden war, waren viele Russen weiter nach Frankreich gezogen. Das Ehepaar Nabokov blieb jedoch in Berlin. Wera Nabokowa, wie sie nun offiziell hieß, trug durch ihre Arbeit als Sekretärin und Übersetzerin sowie durch Sprachenunterricht wesentlich zum Unterhalt der Familie bei. Ihr Sohn Dmitri wurde am 10. Mai 1934 geboren.

## Auswanderung in die USA
Die Frage der Auswanderung aus Deutschland beschäftigte die Nabokovs nach der Machtübergabe an die Nationalsozialisten ab März 1933. Es scheiterte zunächst daran, dass dem Ehepaar Nabokov, obwohl sie sich in Deutschland nicht wohlfühlten, kein Land als Lebensmittelpunkt geeignet erschien. Ihre beengte finanzielle Situation erschwerte eine Auswanderung zusätzlich; ihr verhältnismäßig komfortables Leben in Berlin war auch darauf zurückzuführen, dass Anna Feigin – gleichzeitig eine Cousine Véra Nabokovs mütterlicherseits und die Lebensgefährtin ihres Vaters – ihnen Zimmer in ihrer großen Wohnung überlassen hatte. Das Ehepaar Nabokov besaß bereits im März 1933 Visa für Frankreich, die Schwangerschaft Véra Nabokovs trug aber dazu bei, dass sie die Auswanderung aufschoben. Ein Grund für die verzögerte Auswanderung war auch, dass die einen russischen Pass besitzende Véra Nabokov in Berlin immer noch Arbeit als Übersetzerin und Sprachenlehrerin fand.
Die Auswanderung erfolgte schließlich im Jahr 1937 nach Frankreich, wo ihr Vorname Véra geschrieben wurde, und 1940 in die Vereinigten Staaten. Bald begann Vladimir Nabokov seine akademische Karriere, die ihn an die Stanford-Universität, an das Wellesley College, an die Harvard-Universität und schließlich 1948 an die Cornell-Universität führte, wo er eine Professur für europäische und russische Literatur innehatte. 1945 wurde Nabokov US-Staatsbürger. Véra Nabokov erwarb in den USA den Führerschein und chauffierte ihren Mann, der ein begeisterter Lepidopterologe war, während seiner zahlreichen Exkursionen, bei denen er Schmetterlinge sammelte. Sie verfasste die Mitschriften zu seinen Vorlesungen, während deren sie gewöhnlich in der ersten Reihe saß und korrigierte für ihn auch die Arbeiten von Studenten, damit er ausreichend Zeit zum Schreiben hatte. Der Entwurf von Nabokovs bekanntestem Werk Lolita wurde von ihr mehrere Male davor bewahrt, durch Vladimir Nabokov vernichtet zu werden.

## Rückkehr nach Europa und Tod

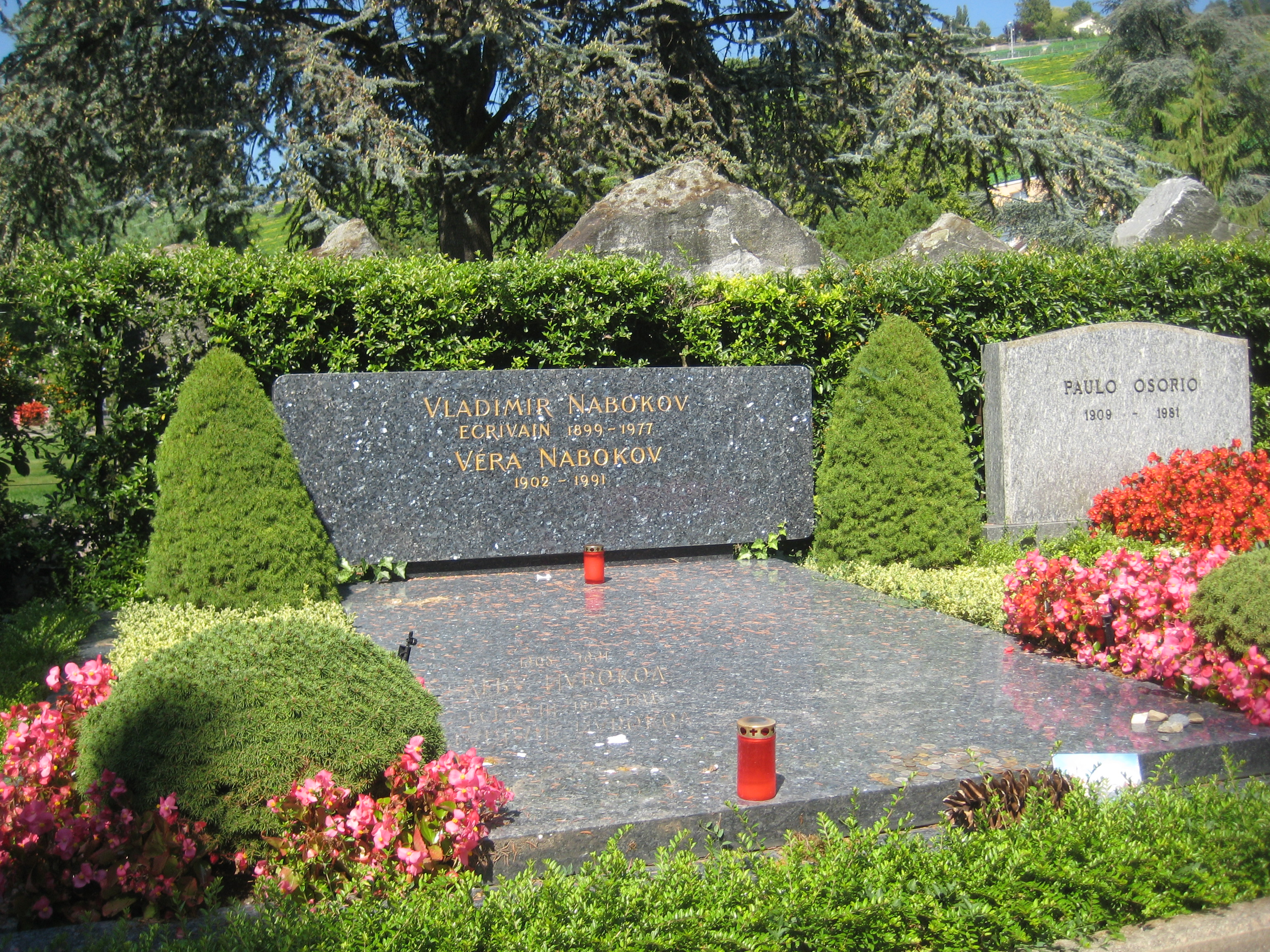
Das Grab der Nabokovs auf dem Cimetière de Clarens (Montreux), Schweiz

Für Lolita fand sich anfänglich kein amerikanischer Verleger, so dass der Roman 1955 in dem auf englischsprachige Erotica spezialisierten Pariser Verlag Olympia Press veröffentlicht wurde. Nachdem Graham Greene in der Sunday Times Lolita als eines seiner drei Bücher des Jahres 1955 genannt hatte, antwortete Chefredakteur John Gordon vom Sunday Express mit einem wütenden Verriss. Dies löste eine literarische Debatte in Großbritannien aus, in deren Zusammenhang einige Kapitel in der angesehenen Anchor Review abgedruckt wurden. Die Kontroverse weckte das Interesse breiterer Käuferschichten an dem Buch. 1958 gelang es Nabokov, sich aus dem Vertrag mit Olympia Press zu befreien und Lolita im angesehenen New Yorker Verlag G. P. Putnam’s Sons erscheinen zu lassen. Es wurde ein Bestseller, dessen Tantiemen dem Ehepaar Nabokov erlaubten, erstmals seit ihrer Jugend wieder ein finanziell sorgenfreies Leben zu führen. Die Einnahmen ermöglichten es auch, dass Vladimir Nabokov seine ungeliebte Dozententätigkeit an der Cornell University aufgab und seine Zeit nur mehr seinem literarischen Schaffen und der Lepidopterologie zu widmen. Ihr Sohn Dmitri etablierte sich parallel zu diesen Ereignissen in Europa erfolgreich als Opernsänger.
Das Ehepaar kehrte 1960 nach Europa zurück. Wesentlichen Anteil an dieser Entscheidung hatten steuerliche Aspekte, allerdings gaben beide nie ihre US-Staatsbürgerschaft auf und verwiesen immer wieder darauf, dass sie in die USA zurückkehren wollten. Ihr Hauptwohnort war das Hotel Palace in der Schweizer Stadt Montreux. Véra Nabokov kümmerte sich unvermindert um die geschäftlichen Aspekte ihres Mannes. Nach seinem Tod im Jahre 1977 war sie darüber hinaus seine Nachlassverwalterin. Noch in ihren späten 80er-Jahren übersetzte Véra Nabokov den Roman Fahles Feuer ihres Mannes ins Russische. Sie widersprach Spekulationen, ihr Mann sei Autor von Roman mit Kokain, einem Roman der Mitte der 1980er-Jahre zum internationalen Bestseller wurde.
Sie lebte bis 1990 im Hotel Palace und starb im folgenden Jahr in Vevey.

## Einzelbelege
1. 1 2  
Schiff: Véra. Kapitel 1.
2. ↑  Thomas Urban: Vladimir Nabokov – Blaue Abende in Berlin. Berlin 1999, S. 74. ISBN 3-549-05777-6.
3. 1 2  
Schiff: Véra. Kapitel 2.
4. ↑  Dieter E. Zimmer: Wirbelsturm Lolita. Auskünfte zu einem epochalen Roman. Rowohlt, Reinbek bei Hamburg 2008, S. 18–28.
5. ↑  Vera Nabokova, Pismo w redakziju, in: Russkaja Mysl, 13. Dezember 1985, S. 14.

| Personendaten    | Personendaten                                                                                 |
| ---------------- | --------------------------------------------------------------------------------------------- |
| NAME             | Nabokov, Véra                                                                                 |
| ALTERNATIVNAMEN  | Slonim, Véra Jewsejewna (Geburtsname)                                                         |
| KURZBESCHREIBUNG | russisch-US-amerikanische Lektorin, Übersetzerin, Sekretärin und Ehefrau von Vladimir Nabokov |
| GEBURTSDATUM     | 5. Januar 1902                                                                                |
| GEBURTSORT       | St. Petersburg                                                                                |
| STERBEDATUM      | 7. April 1991                                                                                 |
| STERBEORT        | Vevey                                                                                         |